# ダニエル・クロウズ
ダニエル・ギレスピー・クロウズ（Daniel Gillespie Clowes、1961年4月14日 - ）はアメリカ合衆国の漫画家、イラストレーター、脚本家。コミック作品やグラフィックノベルは高く評価され、傑出したグラフィック・リテラチュアに対するペン賞、10回を超えるハーヴェイ賞およびアイズナー賞など数々の賞を受けている。脚本家としてもアカデミー賞の候補に挙げられたことがある。
クロウズは自らのアンソロジーコミックブック『エイトボール』を主な発表媒体としてきた。『エイトボール』誌には毎号いくつかの短編と長篇の一部が掲載されるのが通例で、長篇は完結するとグラフィックノベルとして刊行された。その例としては『鉄で造ったベルベットの手袋のように』（1993年）『ゴーストワールド』（1997年）、David Boring（2000年）などがある。イラストレーターとしても『ニューヨーカー』、『ニューズウィーク』、『ヴォーグ』、『ヴィレッジ・ヴォイス』などの雑誌に寄稿している。また、原作者・脚本家として監督テリー・ツワイゴフと手を組み、映画版『ゴーストワールド』が2001年に、『エイトボール』初出の作品『アートスクール・コンフィデンシャル』が2006年に公開された。

## 経歴

### 生い立ちと初期の活動、1961年 – 1988年
イリノイ州シカゴにおいて自動車整備士の母と家具職人の父の間に生まれる。母はユダヤ人、父は「ペンシルバニアのとっつきにくいWASP的な一族」の出だったが、クロウズ自身は宗教的な教育を受けなかった。1979年にシカゴ大学附属の高校を卒業後、ニューヨーク市ブルックリン区にあるプラット・インスティテュートに入学し、1984年に美術の学士号を取得した。
クロウズ研究者のKen Parilleによると、4歳の時にSFコミックブック『ストレンジ・アドベンチャー』の表紙で登場人物一家が焼き殺されているのに衝撃を受け、泣きながら壁に頭を打ち付けたという。後に兄から「アーチーやファンタスティック・フォーなど、山と積まれた50年代と60年代の古典コミック」を譲り受けた。また、伝説的なアンダーグラウンドコミック作家ロバート・クラムと出会ったのも兄を通じてだった。
1985年、最初の商業作品が『Cracked』誌に掲載された。その後1989年まで同誌への寄稿を続けた。同誌では「Stosh Gillespie」をはじめとして多くの筆名を用いたが、最後には本名を名乗るようになった。原作者モート・トッドとの共作 The Uggly Family シリーズはたびたび同誌に掲載された。1985年、ロイド・ルウェリン（Lloyd Llewellyn）というキャラクターを主人公とするコミックの第一作をファンタグラフィックス社の編集者ゲイリー・グロスに送った。同作はほどなくヘルナンデス兄弟のコミックブックシリーズ『ラブ・アンド・ロケッツ』第13号に掲載された。1986年と1987年にはファンタグラフィックスから雑誌サイズ白黒印刷のコミックブック『ロイド・ルウェリン』が6号発行された。ルウェリンシリーズは1988年の特別号『オールニュー・ロイド・ルウェリン』で終了した。

### 『エイトボール』、1989年 – 2004年
1989年、ファンタグラフィックスからクロウズの個人コミックブックシリーズ『エイトボール』が発刊された。クロウズが創刊号の扉ページに書いた紹介文は「悪意と復讐心、閉塞感、絶望と性倒錯の狂宴」であった。初期の発行部数は3000部だったという。シリーズは2004年に全23号で終了したが、米国のオルタナティブコミック界で最も称賛を集めたタイトルの一つであり、20回以上賞を受けたほか、連載された長篇はすべてグラフィックノベルとして刊行されている。
第1～18号は短編を主体とした構成で、そのジャンルはコミカルな独白やフロイド的分析からおとぎ話や文化批評まで幅広い。またこれらの号には長編の一部が掲載され、完結とともにグラフィックノベルとして刊行された。『鉄で造ったベルベットの手袋のように』（1993年）、Pussey!（1995年）、『ゴーストワールド』（1997年）の三編である。第19号からは形式が一新された。大判白黒印刷で刊行された第19～21号は長篇 David Boring を1幕ずつ分載したものだった。同作は2000年にグラフィックノベルとして刊行された。再び形式が変更された第22号は『エイトボール』初のフルカラー印刷で、グラフィックノベルの長さの単発作品 Ice Haven が掲載された。最終号となった第23号でもフルカラーの単発作品「ザ・デス・レイ」が掲載された。
1990年代初頭にシアトルのレコードレーベルサブ・ポップと関係を持ち、ジー・ヘッドコーツやスーパーサッカーズなどのバンドや、『ジョン・ピール・セッションズ (The John Peel Sessions)』や The Sub Pop Video Program のようなコンピレーションのアートワークを手掛けた。クロウズがデザインしたマスコットキャラクターのパンキー (Punky) はTシャツやパドルボール、時計などの商品にプリントされた。1994年にはラモーンズのミュージック・ビデオ「大人なんかになるものか (I Don't Want to Grow Up)」にイラストレーションを提供した。

### 『エイトボール』以降、2005年 - 2016年
2004年の『エイトボール』終刊以降はフルカラーのグラフィックノベルに発表の場を移した。その皮切りとなった2005年の Ice Haven は『エイトボール』第22号に掲載された作品の改訂版である。2010年、ドローン&クォーターリー社から初の書き下ろしグラフィックノベル『ウィルソン』が刊行された。翌年、パンテオン・ブックスから Mr. Wonderful が刊行された。2007年から2008年にかけて『ニューヨーク・タイムズ・マガジン』誌に週刊連載された作品のフォーマットを変更したもので、クロウズによれば「恋愛もの」であった。同年にドローン&クォーターリーは『エイトボール』第23号初出の『ザ・デス・レイ』をハードカバーで刊行した。
この時期から『ニューヨーカー』誌の表紙を描き始めた。また、ゼイディー・スミスが編集したアンソロジー The Book of Other People（2008年）や有力な芸術系コミックアンソロジー Kramers Ergot（第7号、2008年）にコミックを寄稿した。2006年、健康の危機に直面して、心臓切開手術を受けた。2016年3月には過去最長のグラフィックノベル Patience が米国で発売された。
現在、クロウズは妻エリカ、息子チャーリーとともにカリフォルニア州オークランドに住んでいる。

## コミック以外の活動

### 展示
クロウズの原画はアメリカのグループ展のほか、ベルギー、フランス、ドイツ、日本などで展示されてきた。最初の個展はロサンゼルスのリチャード・ヘラー・ギャラリーで2003年に行われた。2012年、スーザン・ミラーのキュレーションによりカリフォルニア・オークランド博物館で最初の回顧展『モダン・カートゥーニスト: アート・オブ・ダニエル・クロウズ』が開催された。『ニューヨーカー』や自著のカバーアートを初めとして、鉛筆とペンによる原画、色鉛筆画、ガッシュ画などの作品100点を展示するものだった。この個展は2013年にシカゴ現代美術館で、2014年半ばにはオハイオ州コロンバスのウェクスナーセンターでも開催された。またヨーロッパとアジアで展示ツアーが行われる計画もある。

### 映画脚本
1990年代末から脚本家としての活動が始まった。入り口となったのは、同題のクロウズ作品を原作とする2001年の映画『ゴーストワールド』である。クロウズは同作の脚本を監督テリー・ツワイゴフと共同で執筆した。
同作の主人公イーニド（ソーラ・バーチ）とレベッカ（スカーレット・ヨハンソン）はどことも知れないアメリカの小都市に住む親友どうしで、ハイスクールの同級生のほとんどをバカにしている。卒業後、二人は進学せずに同居生活を始めようと計画するが、大人になることの重圧が互いとの関係をぎくしゃくさせていく。二人はレコードおたくのシーモア（スティーブ・ブシェミ）をからかい始めるが、イーニドは案に相違して彼と実際に親密になり、一方でレベッカとの距離は離れていく。同作は2002年のアカデミー脚色賞をはじめとして多くの賞にノミネートされ、様々な「2001年のベスト」リストに載せられた。2001年、ファンタグラフィックスから Ghost Word: A Screenplay が刊行された。 
クロウズの映画第2作『アートスクール・コンフィデンシャル』は1980年代の初めにプラット・インスティチュートで得た経験を下敷きにしている（同題の4ページの漫画作品でも経験の一部が語られている）。監督は前作と同じくツワイゴフ、脚本はクロウズで製作された。世界一の芸術家になることを夢見る芸大生、ジェローム（マックス・ミンゲラ）を主人公とする作品である。同作は『ゴーストワールド』ほどの好評を得ることはなかった。2006年、ファンタグラフィックス社から Art School Confidential: A Screenplay が刊行された。
このほか、企画が検討された、もしくは製作が開始された映画のプロジェクトが少なくとも4本ある。その1本目はミシェル・ゴンドリー監督、クロウズ脚本によるルーディ・ラッカーの小説『時空の支配者 (Master of Space and Time）』の映画化である。クロウズによると同作の企画は具体化せず、「2006年のサンディエゴ・コミコンでお蔵入りの告知をした」という。2006年からは、ジャック・ブラック監督のブラック&ホワイト・プロダクションのプロデュースのもとで『ザ・デス・レイ』を原作とする脚本を書き始めた。クロウズはまた、3人の少年が7年間かけて『レイダース/失われたアーク』を全ショット原典通りにリメイクしたという実話に基づいて脚本を書いた。2014年現在、これら2篇のプロジェクトはいずれも正式に始動していない。2016年にはフォーカス・フィーチャーズのために自作 Patience の脚色を行う予定である。

### イラストレーション
- クロウズは25枚を超えるレコードやCDのジャケット画を描いている。フランク・フレンチとケヴン・キニ―によるEverything Looks Better in the Dark（1987年）[18] や、スーパーサッカーズのアルバム『スモーク・オブ・ヘル』（1992年）など。
- 1991年にサンタクルーズブランドのスケートボードデッキでクロウズのイラストが使用された。2006年にはモノクロで再版された[19]。
- ラモーンズがトム・ウェイツをカバーした「大人なんかになるものか」のMVにはクロウズのアートワークが用いられている（1994年）。
- トッド・ソロンズの映画『ハピネス』（1998年）のポスター。
- グレッグ・モットーラの映画『宇宙人ポール』に登場する架空のコミックブック、 Encounter Briefs の表紙（2011年）[20]
- クライテリオン・コレクションの映画ソフト、『ショック集団 (Shock Corridor )』および『裸のキッス (The Naked Kiss)』（サミュエル・フラー監督）のジャケットとブックレット（2011年）。

### OKソーダ
1993年から1994年にかけて、米国コカコーラ社は社会に幻滅を抱くジェネレーションXを主要なターゲットとした飲料ブランド、OKソーダを展開した。その広告戦略は、製品の長所を強調しなかったり、禅の公案のような謎めいたメッセージを添付するなど、広告やマーケティングに不信感を抱く層を正面から対象としたもので、『タイム』誌によって「もっとも奇妙な広告キャンペーンの一つ」と評された。OKソーダのメインイラストレーターとして起用されたのが、ともにオルタナティブ・コミック作家であるクロウズとチャールズ・バーンズだった。クロウズのイラストレーションは缶やボトル、パックケースのほか、ポスターや自動販売機その他の商品、さらにはPOP広告宣材に広く用いられた。しかし、OKソーダは1994年から1995年まで米国の数都市で試験的に販売されたのみで、それ以上の展開は中止された。
クロウズが自ら述べたところでは、シニカルでヒップな文化にすり寄ろうとした広告キャンペーンが成功するとは思わなかったが、十分な報酬を提示されたために承諾したという。クロウズはいたずらとしてチャールズ・マンソンをモデルとする男性のイラストレーションを缶パッケージ用に提出し、採用された。

## シャイア・ラブーフによる盗作
2013年12月、シャイア・ラブーフの短編映画 Howard Cantour.com がオンライン公開された。その直後、独立系コミックのファンにより、クロウズが2008年にチャリティ・アンソロジー The Book of Other People に寄稿した Justin M. Damiano と同作が酷似していることが指摘された。ラブーフは公開を取り下げたが、「盗作」とは認めず、「参考にした」「創作活動に夢中だった」と述べた。ラブーフは後にTwitterで数度の謝罪を行った。「アマチュア映画監督として気持ちが高ぶっていて経験もなかったので、創作活動に没入して、適切な認定を怠ってしまった」「こんなことになって本当に残念に思う。@danielclowesにわかってほしいんだけど、彼の作品には大きな尊敬を抱いている」これを受けてクロウズは以下のように述べた。「その映画については今朝知った。誰かがリンクを送ってきたんだ。ラブーフ氏とは会ったことも話したこともない […] 彼がどういうつもりだったのか想像もつかない」
法的問題に対するクロウズの代理人は、クロウズを盗作した映画を再び制作するというラブーフのツイートを問題視し、著作権侵害の停止通告書を送付した。

## 文化的背景
クロウズ作品は1990年前後の北米のオルタナティブ・コミックスシーンを母体として登場した。この時期、コミックというメディアは批評家、研究者、読者からかつてないほど高く評価されるようになったが、そこでクロウズが果たした役割は大きかった。クロウズの『ゴーストワールド』は、「文学的」コミックがグラフィックノベルと銘打たれて一般書店向けにマーケティングされる先鞭をつけた作品の一つである。（ただし、クロウズ自身は「文学的コミック」や「グラフィックノベル」という用語を批判している）
クロウズのヒット作の中には、『ゴーストワールド』や The Party のようにジェネレーションXと結び付けられるものがある（The Party はダグラス・ラシュコフが1994年に編集した GenX Reader に再録された）。思春期後の目的喪失感への拘りはこの世代の特徴だが、それは1990年代のクロウズの主題の一つでもあった。思春期後の不安を主なモチーフとするエイドリアン・トミネやクレイグ・トンプソン（『Habibi』）のようなコミック作家は、クロウズが拓いた道を歩んできたといえる。
クロウズはキッチュとグロテスクの要素を混ぜ合わせることで知られており、映画監督デヴィッド・リンチとも比べられる。クロウズの興味の対象は1950-60年代のテレビ番組や映画、コミック（メインストリームとアンダーグラウンドのどちらも）、雑誌『MAD』などである。これらの要素は1990年代の作品で顕著に見られ、グラフィックノベル『鉄で造ったベルベットの手袋のように』で頂点に達する。1990年代の視覚芸術や独立系映画、そしてアンダーグラウンド以降の独立系コミックスにおいて、キッチュとホラーの並置は一種の時代思潮を成していた。
2000年代以降、クロウズのグラフィックノベル作品は題材や形式の転換を遂げた。Ice Haven、『ザ・デス・レイ』、『ウィルソン』、Mr. Wonderful ではやや年長の主人公を用いて男性性や加齢といった問題を扱うようになった。これらの作品のコマ割りや彩色、絵のタッチは、新聞のコミック・ストリップ、特に20世紀初期から中期のサンデー・ストリップを思わせるもので、同時代のコミック作家クリス・ウェアやアート・スピーゲルマンと同じくアメリカのコミック・ストリップの歴史に関心を払っていることがうかがえる。

## 受賞歴
コミックや映画での活動に対する受賞はノミネーションを含めて数十回ある。2002年には映画版『ゴーストワールド』の脚本でアカデミー脚色賞、アメリカン・フィルム・インスティチュート脚本賞、シカゴ映画批評家協会脚本賞などにノミネートされた。
クロウズ作品はハーベイ賞を多数受賞している。
- 最優秀ライター賞（1997年、2005年）
- 最優秀シリーズ賞（1990年、1991年、1992年、1997年）
- 最優秀レタリング賞（1991年、1997年）
- 最優秀単発/単巻作品賞（1990年、1991年、1998年、2005年）
- 最優秀短編賞（2008年）
- 最優秀新作グラフィック・アルバム賞（2008年）

2011年にはグラフィック・リテラチュア分野での傑出した創作活動に対するペン賞を受賞した。

## 主要作品

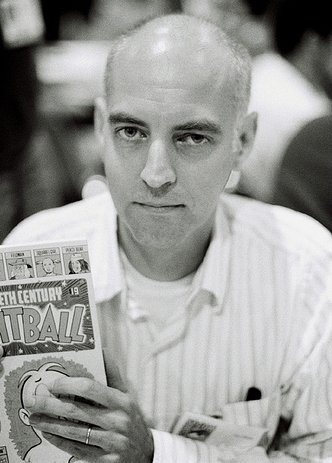
2006年、サンディエゴ・コミコンにおけるクロウズ。

### コミックブック
- Lloyd Llewellyn 、第1～6号（1986年 - 1987年）、特別号（1988年）。
- Eightball 、第1～23号（1989年 - 2004年）。

### グラフィックノベル
- Like a Velvet Glove Cast in Iron （ファンタグラフィックス、1993年）

グラフィックノベル第一作。『エイトボール』誌第1～10号に連載された長篇作品。夢からヒントを得た超現実的な物語である。周囲との間に違和感を抱える若者クレイ・ラウダ―ミルクはフェティッシュなポルノ映画の中に別れた妻を見出し、彼女を追い求める。
- Pussey!: The Complete Saga of Young Dan Pussey （ファンタグラフィックス、1995年）

『エイトボール』誌初出の連作「ダン・プッシー」の集成。スーパーヒーローコミック業界を諷刺した作品であり、主人公プッシーが少年期にコミックアーティストとして有名になる夢を抱き、実際に夢を叶えるが転落して無名に埋もれるまでを描く。
- Ghost World （ファンタグラフィックス、1997年）

『エイトボール』第11～18号に連載された長篇。最初のペーパーバック版の裏表紙に載せられた作者コメントによるあらすじは「『ゴーストワールド』はイーニドとレベッカの物語である。ティーンの友人どうしである二人は、大人になることに全く希望を見出せず、互いとの入り組んだ関係がどこに行き着くかもわからない現実に直面する」作者にとって出世作となったベストセラーで、これまで17の言語に翻訳された。
- David Boring （パンテオン・ブックス、2000年）

『エイトボール』第19～21号に掲載されたDavid Boring 1～3部の合本。主人公デヴィッド・ボーリングが完璧な女性を探し求めながら、会ったことのない父について知ろうとする、精巧な構成の物語。
- Ice Haven （パンテオン・ブックス、2005年）

『エイトボール』第22号が初出。フォーマットが変更された改訂版が2005年に単行本化された。新しい章が追加され、描き直しも行われた。アメリカ中西部にある架空の小都市アイス・ヘイヴンを舞台とする群像劇だが、ストーリーの中心となるのは、デヴィッド・ゴールドバーグ少年の誘拐事件と、住民間の張りつめた人間関係である。
- Wilson （ドローン&クォーターリー、2010年）

初の書き下ろしグラフィックノベル。カリフォルニア州オークランドを舞台に饒舌な厭世家ウィルソンの人生を描く。ウィルソンは人との深いつながりを切望しているのだが、挑みかかるような他人との接し方がそれを妨げている。
- Mister Wonderful （パンテオン・ブックス、2011年）

作者によると「中年のロマンス」。2007年から2008年にかけて『ニューヨークタイムズ・サンデー・マガジン』に連載された作品を膨らませ、フォーマットを変更した単行本。連載版は2008年にアイズナー最優秀短編賞を受賞した。
- The Death-Ray （ドローン&クォーターリー、2011年）

長編として描かれたクロウズ版スーパーヒーローコミック。初出は『エイトボール』第23号。複雑な形式で語られる物語で、スーパーパワーと殺人光線銃を手に入れたアンディは、裏表紙によれば「正義を守るため」その力を振う。
- Patience （ファンタグラフィックス、2016年）

最長のグラフィックノベル作品。版元によると同作は「サイケデリックなSF恋愛小説である。荒々しい破壊から心の奥底の柔らかな部分へと驚くべき的確さで移行する、それはクロウズ的なものの精髄であり、同時に作者の作品歴の中でも唯一無二といえる」

### 短編集
- #$@&!: The Official Lloyd Llewellyn Collection （ファンタグラフィックス、1989年）

最初の短編集。Lloyd Llewellyn のコミックブック7冊から13編の短編を収録したペーパーバック。
- Lout Rampage! （ファンタグラフィックス、1991年）

『エイトボール』第1～6号の短編のほか、オルタナティブ・コミック系のアンソロジー誌Blab!、Young Lust、Weirdoのために執筆した作品を収録したもの。
- The Manly World of Lloyd Llewellyn: A Golden Treasury of His Complete Works （ファンタグラフィックス、1994年）

唯一のハードカバー短編集。Lloyd Llewellyn コミックブックや、『エイトボール』初期号、『ラブ・アンド・ロケッツ』第13号などに掲載されたLlewellynシリーズ作品を完全収録している。
- Orgy Bound （ファンタグラフィックス、1996年）

『エイトボール』第7-16号の短編と、雑誌DetailsやNational Lampoonに載った1ページ作品を収録したもの。
- Caricature （ファンタグラフィックス、1998年）

九つの短編を集めた本。『エイトボール』第13-18号に掲載された作品に加え、デイヴ・エガーズの依頼によって『エスクァイア』誌のフィクション特集号に初めて掲載された短編 Green Eyeliner を収録している。
- Twentieth Century Eightball （ファンタグラフィックス、2002年）

短いユーモアコミックを中心とするアンソロジー。「アートスクール・コンフィデンシャル」や「アグリー・ガールズ」などの著名な作品を収録している。2003年に既刊作品を再録したグラフィックノベル部門でハーベイ賞を受賞した。
- Ghost World: Special Edition （ファンタグラフィックス、2008年）

『ゴーストワールド』グラフィックノベルと脚本、その他関連作を収録したハードカバー。
- The Complete Eightball, #1–#18 （ファンタグラフィックス、2015年）

ハードカバー2巻本。第18号までの『エイトボール』誌の復刊。

### 日本語版コミック
- 『ゴーストワールド』- Ghost World

（プレスポップ、翻訳・山田祐史/PRESSPOP LAB、初版2001年、第2版2011年、第3版2014年、第4版2023年）
- 『鉄で造ったベルベットの手袋のように』 - Like a Velvet Glove Cast in Iron

（プレスポップ、翻訳・伯井真紀、2005年）
- 『カリカチュア』- Caricature

（プレスポップ、翻訳・中沢俊介、2005年）
- 『ザ・デス・レイ』- The Death-Ray

（プレスポップ、翻訳・中沢俊介、2013年）
- 『ウイルソン』- Wilson

（プレスポップ、翻訳・中沢俊介、2015年） - ソフトカバー版、ハードカバー版の二種類。
- 『ペイシェンス』- Patience

（プレスポップ、翻訳・高松和史、2019年）
- 『モニカ』- Monica

（プレスポップ、翻訳・高松和史、2023年）

### アンソロジー本
- Justin M. Damiano（2008年）

The Book of Other People 収録

### 映画脚本
- ゴーストワールド（2001年）
- アートスクール・コンフィデンシャル（2006年）
- ウィルソン（2017年）

### その他
- Cracked – 「The Uggly Family」シリーズが掲載された（1986年-1989年）。
- ジー・ヘッドコーツ『イッツ　ヘッドコーツ！ (Heavens To Murgatroyd, Even! It's Thee Headcoats! (Already) )』ジャケット（1990年）
- サンタ・クルーズのスケートボード、コーリー・オブライエン・フルカラーデッキ（1991年。2006年にモノクロで再版）
- National Lampoon – 1ページコミック連載（1991年）
- アージ・オーバーキル (Urge Overkill ) The Supersonic Storybook ジャケット（1991年）
- スーパーサッカーズ『スモーク・オブ・ヘル (The Smoke of Hell )』ジャケット（1992年）
- 『エイトボール』ポストカードセット（1993年）
- "Boredom: The Dismal Anti-Game for 1 to 3 Players"（1994年） – ボードゲームを装ったジョーク製品
- コンピレーションアルバム The John Peel Sub Pop Sessions  ジャケット（1994年）
- Ghost World: A Screenplay（2001年）
- Little Enid Doll（2001年 – 2002年） – 『ゴーストワールド』の登場人物、イーニドの人形。全5種。
- Enid & Rebecca Cloth Dolls（2002年）– 『ゴーストワールド』よりイーニドとレベッカの人形
- ヨ・ラ・テンゴ Merry Christmas from Yo La Tengo ジャケット（2002年）
- Enid Hi-Fashion Glamour Doll（2004年） – イーニドの人形
- Pogeybait Doll（2006年） – 『エイトボール』に登場するポーギーベイトの人形
- Art School Confidential: A Screenplay（2006年）
- 『ニューヨーカー』表紙[38]（2010年5月24日号）
- Indy The Independent Guide – ダン・デボノのコミックブック情報誌。クロウズの表紙イラストとインタビューが使用された。

### 広告
- OKソーダ – 別の節参照。